# 南海沿線七福神
南海沿線七福神（なんかいえんせんしちふくじん）とは、大阪市内から大阪南部にかけて、南海沿線近辺にある7箇所の社寺から構成される七福神巡りの札所。昭和55年（1980年）に開創された。

## 南海沿線七福神一覧
| 社寺                     | 神       | 宗派           | 所在地                           |
| ------------------------ | -------- | -------------- | -------------------------------- |
| 今宮戎神社               | 恵比寿   | 神道           | 大阪府大阪市浪速区恵美須西1-6-10 |
| 大国主神社（敷津松之宮） | 大黒天   | 神道           | 大阪府大阪市浪速区敷津西1-2-12   |
| 万代寺                   | 毘沙門天 | 真言宗犬鳴派   | 大阪府堺市北区百舌鳥赤畑町5-705  |
| 水間寺                   | 弁財天   | 天台宗         | 大阪府貝塚市水間638              |
| 長慶寺                   | 福禄寿   | 真言宗泉涌寺派 | 大阪府泉南市信達市場815          |
| 松尾寺                   | 寿老人   | 天台宗         | 大阪府和泉市松尾寺町2168         |
| 七宝瀧寺                 | 布袋尊   | 真言宗犬鳴派   | 大阪府泉佐野市大木8              |